# Billete de doscientas coronas danesas
El billete de 200 coronas danesas es el tercer billete de menor denominación de Dinamarca. Mide 145 x 72 mm.

## Características
El billete se comenzó a emitir el 19 de octubre de 2010. Los colores utilizados en este son el verde y el azul. El billete ofrece una imagen del Knippelsbro, de 115 metros de longitud que fue abierto en 1937, uniendo Slotsholmen y Christianshavn, un barrio de la ciudad de Copenhague, en el anverso y la  Placa de cinturón de Langstrup, procedente de Langstrup, en Zelanda del Norte  del período que data aproximadamente del año 1400 a. C., en la Edad del Bronce, el más grande y mejor conservado de todas las placas de cinturón, y que fue encontrado antes del año 1880 en el reverso.  
Entre las medidas de seguridad de los billetes están un hilo de seguridad, un patrón ondulante, un sotisficado holograma que refleja la luz en diferentes colores, una marca de agua y un hilo de seguridad oculto.